# Фендеро, Морено
Морено Фендеро (фр. Moreno Fendero; род. 31 мая 1999, Шартр, Эр и Луар, Франция) — французский боксёр-любитель и профессионал, выступающий в средней и во второй средней весовых категориях. Член сборной Кубы по боксу, бронзовый призёр чемпионата мира (2023), бронзовый призёр Средиземноморских игр (2022), бронзовый призёр чемпионата мира среди военнослужащих (2021), бронзовый призёр чемпионата Европы среди молодёжи до 22 лет (2021), многократный победитель и призёр международных и национальных турниров в любителях.
Лучшая позиция по рейтингу BoxRec — 50-я (июнь 2025), и является 4-м среди французских боксёров второй средней весовой категории, — входя в ТОП-50 лучших суперсредневесов всего мира.

## Биография
Морено Фендеро родился 31 мая 1999 года, в городе Шартр, в департаменте Эр и Луар, в регионе Сантр-Валь-де-Луар, во Франции.

## Любительская карьера

### 2021—2023 годы
В июне 2021 года в Розето-дельи-Абруцци (Италия) стал бронзовым призёром чемпионата Европы среди молодёжи (19-22 лет) в весе до 75 кг, где он в полуфинале по очкам (0:4) проиграл россиянину Никите Воронову, — который в итоге стал чемпионом Европы 2021 года среди молодёжи до 22 лет.
В конце сентября 2021 года он стал бронзовым призёром на 58-м чемпионате мира среди военнослужащих в Москве (Россия) проведённого под эгидой Международного совета военного спорта, в полуфинале по очкам раздельным решением судей (1:4) проиграв казахстанскому боксёру Тимуру Нурсеитову.
В конце октября 2021 года в Белграде (Сербия) участвовал на чемпионате мира, в категории до 75 кг. Где он в 1/16 финала соревнований досрочно нокаутом в 1-м раунде победил кипрского боксёра Андреаса Коккиноса, но в 1/8 финала по очкам (0:5) проиграл итальянцу Сальваторе Кавальяро, — который в итоге стал бронзовым призёром чемпионата мира 2021 года.
В июле 2022 года стал бронзовым призёром Средиземноморских игр в городе Оран (Алжир), в весе до 75 кг, там он в полуфинале по очкам (0:3) проиграл сирийцу Ахмаду Гуссуну.
В мае 2023 года, в Ташкенте (Узбекистан) стал бронзовым призёром чемпионата мира, в весе до 75 кг. Где он в 1/16 финала соревнований по очкам раздельным решением судей (4:3) победил шведа Адама Белалья, в 1/8 финала по очкам раздельным решением судей (4:3) победил россиянина Павла Сосулина, затем в четвертьфинале по очкам раздельным решением судей (4:1) победил таджикского боксёра Некруза Салимова, но в полуфинале по очкам единогласным решением судей (0:5) проиграл опытному кубинцу Йоэнлису Эрнандесу Мартинесу, — который в итоге стал чемпионом мира 2023 года.

## Профессиональная карьера
Подписал профессиональный контракт с промоутером Камиллом Эстефаном (Eye of the Tiger).
8 сентября 2023 года дебютировал на профессиональном ринге в городе Гатино (Квебек, Канада).
С сентября 2023 года по апрель 2025 года провел 10 профессиональных боев в Канаде во всех одержав победы, 8 боев закончились досрочно.
5 июня 2025 года в Монреале (Канада) в 11-м бою победил крепкого латвийского джорнимена Кристапса Булмейстарса (13-3). Фендеро сразу занял центр ринга, у латвийца скользили ноги по рингу, выглядел он не уверенно, был скован и принимал на защиту мощные боковые. После точного правого джеба Булмейстарс оказался на полу, ему был отcчитан нокдаун, но бой не продолжился ввиду трамы ноги.

## Статистика профессиональных боёв
В таблице перечислены результаты всех поединков боксёров.
В каждой строке указан результат поединка. Дополнительно номер поединка обозначен цветом, который обозначает итог поединка. Расшифровка обозначений и цветов представлена в нижеследующей таблице.
| Пример | Расшифровка                     |
| ------ | ------------------------------- |
|        | Победа                          |
|        | Ничья                           |
|        | Поражение                       |
|        | Планируемый поединок            |
|        | Поединок признан несостоявшимся |
| КО     | Нокаут                          |
| ТКО    | Технический нокаут              |
| PTS    | Решение судей (по очкам)        |
| UD     | Единогласное решение судей      |
| MD     | Решение большинства судей       |
| SD     | Раздельное решение судей        |
| RTD    | Отказ от продолжения боя        |
| DQ     | Дисквалификация                 |
| NC     | Поединок признан несостоявшимся |

| 11 поединков, 11 побед (9 нокаутом). | 11 поединков, 11 побед (9 нокаутом). | 11 поединков, 11 побед (9 нокаутом). | 11 поединков, 11 побед (9 нокаутом). | 11 поединков, 11 побед (9 нокаутом). | 11 поединков, 11 побед (9 нокаутом). | 11 поединков, 11 побед (9 нокаутом). |
| Бой                                  | Рекорд                               | Дата боя                             | Соперник                             | Место проведения боя                 | Раундов, время                       | Дополнительно                        |
| ------------------------------------ | ------------------------------------ | ------------------------------------ | ------------------------------------ | ------------------------------------ | ------------------------------------ | ------------------------------------ |
| 1                                    | 1-0                                  | 8 сентября 2023                      | Узиель Буено (3-2)                   | Гатино , провинция Квебек, Канада    | (4)                                  | Дебют в профессиональном боксе.      |